# Liste der Monuments historiques in Roure (Alpes-Maritimes)
Die Liste der Monuments historiques in Roure (Alpes-Maritimes) führt die Monuments historiques in der französischen Gemeinde Roure auf.

## Liste der Bauwerke
| Bezeichnung          | Beschreibung | Standort | Kennzeichnung | Schutzstatus | Datum | Bild           |
| -------------------- | ------------ | -------- | ------------- | ------------ | ----- | -------------- |
| Kapelle St-Sébastien | Erbaut 1510  | (Lage)   | PA00080828    | Classé       | 1989  | weitere Bilder |
| Kirche St-Laurent    | Erbaut 1640  | (Lage)   | PA00080829    | Inscrit      | 1987  | weitere Bilder |

## Liste der Objekte
Zum Verständnis siehe: Kirchenausstattung
- Monuments historiques (Objekte) in Roure (Alpes-Maritimes) in der Base Palissy des französischen Kultusministeriums